# Kondás Kata
Kondás Kata (Kate Kondas) (Debrecen, 1994. június 30. –) modell

## Élete
15 éves volt, 2009-ben a Valentine Supermodel versenyen első lett, majd több ügynökség is szerződést ajánlott neki. New Yorkban debütált, Cynthia Steffe 2010. tavasz/nyári showján. Dolgozott Victoria Beckhammel, részt vett egy Teen Vouge fotózáson.
Híres divattervezőkkel dolgozott, mint például Calvin Klein, vagy Jean Paul Gaultier.
2012-ben például Calvin Klein őszi-téli divatbemutatóján lépett kifutóra New Yorkban, Párizsban pedig ő zárta Gaultier show-ját. Londonban annak az ügynökségnek dolgozott, aki többek között Kate Mosst is menedzseli.
A Dorottya palotában megrendezett, magyar divathéten (TONI&GUY Fashion Week Budapest), magyar tervezők kreációiban, magyar vendégek előtt lépett fel.
A legjobbnak járó modelldíjat kapta meg a Women of the Year gálán.
Számos divatanyagban is láthattuk a képeit. A magyar divatlapok mellett készített már editoralt a 10 Magazine-nak, a VAGA-nak és Teen Vogue-nak. Több ország Glamour és ELLE kiadványaiban is szerepelt.
2016-ban mentor volt a VM Supermodel Summer camp táborban, Horvátországban, ahol Őt is fotózták.
2017 márciusában az Ultimatum magazin címlapján szerepelt, a neves divatlapban pedig több fotó is megjelent róla.
Édesapja, Kondás Elemér, a DVSC-TEVA bajnoki címvédő futballcsapatának a vezetőedzője.